# Brother Islands (Tauchgebiet)
Das Tauchgebiet Brother Islands umfasst die Saumriffe der Brother Islands (Little Brother und Big Brother) im Roten Meer, die zu Ägypten gehören.
Die Brother Islands sind bekannt für ihren Korallenbewuchs, Fischschwärme und Großfische einschließlich vieler Haie (Graue Riffhaie, Fuchshaie, Weißspitzen-Hochseehaie), weshalb sie Ziel vieler Sporttaucher sind. Das Wasser um die zwei Inseln gilt wegen der starken Strömungen als einer der schwierigsten Tauchplätze im Roten Meer. Auf dem Meeresgrund und an den Steilwänden befinden sich zwei Schiffswracks von Dampfschiffen: die Numidia, ein über 130 Meter langes Frachtschiff, und die Aida, ein 75 Meter langes Passagierfrachtschiff.

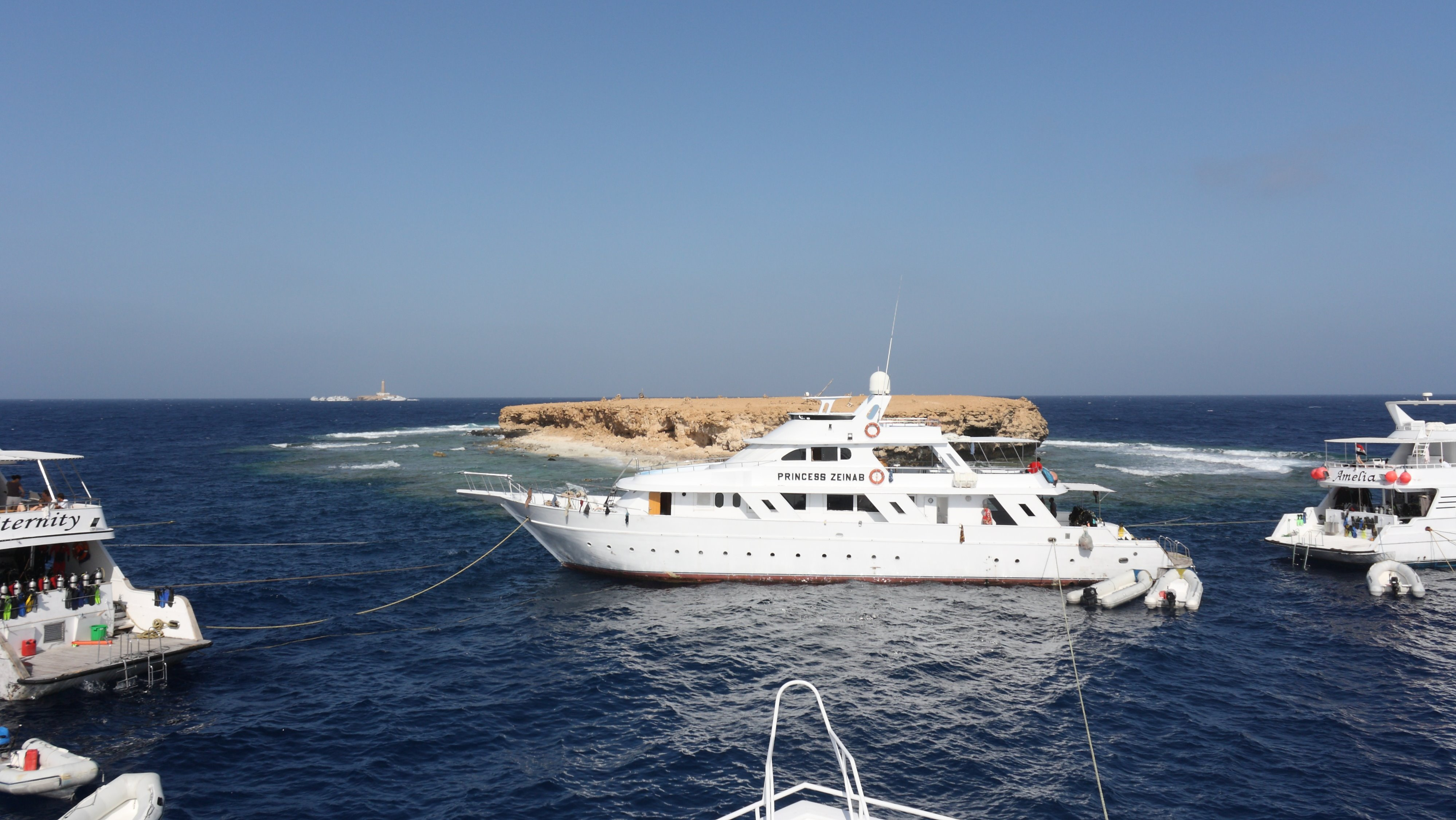
Little Brother Island mit erkennbarem Saumriff und Big Brother Island mit Leuchtturm im Hintergrund, jeweils mit Tauchbooten

Die Tauchgänge finden oftmals mit dem Zodiac statt, das die Taucher an der Nordspitze absetzt, von wo aus ein Strömungstauchgang zurück zum Boot erfolgt; ein klassischer Rifftauchgang von der Tauchplattform aus ist nur bei wenig bzw. keiner Strömung möglich. Strömungstauchgänge können kräfteschonend – nur von der Strömung angetrieben – an den steil abfallenden Riffhängen entlang durchgeführt werden, um sich 30 bis 45 Minuten später und einige Hundert Meter weiter vom Beiboot an der Oberfläche aufnehmen zu lassen.
Anfahrten zum Tauchgebiet sind von Safaga aus möglich, die Brothers sind jedoch auch Teil einiger Tauchsafaris im Roten Meer.

## Die Wracks

### Numidia

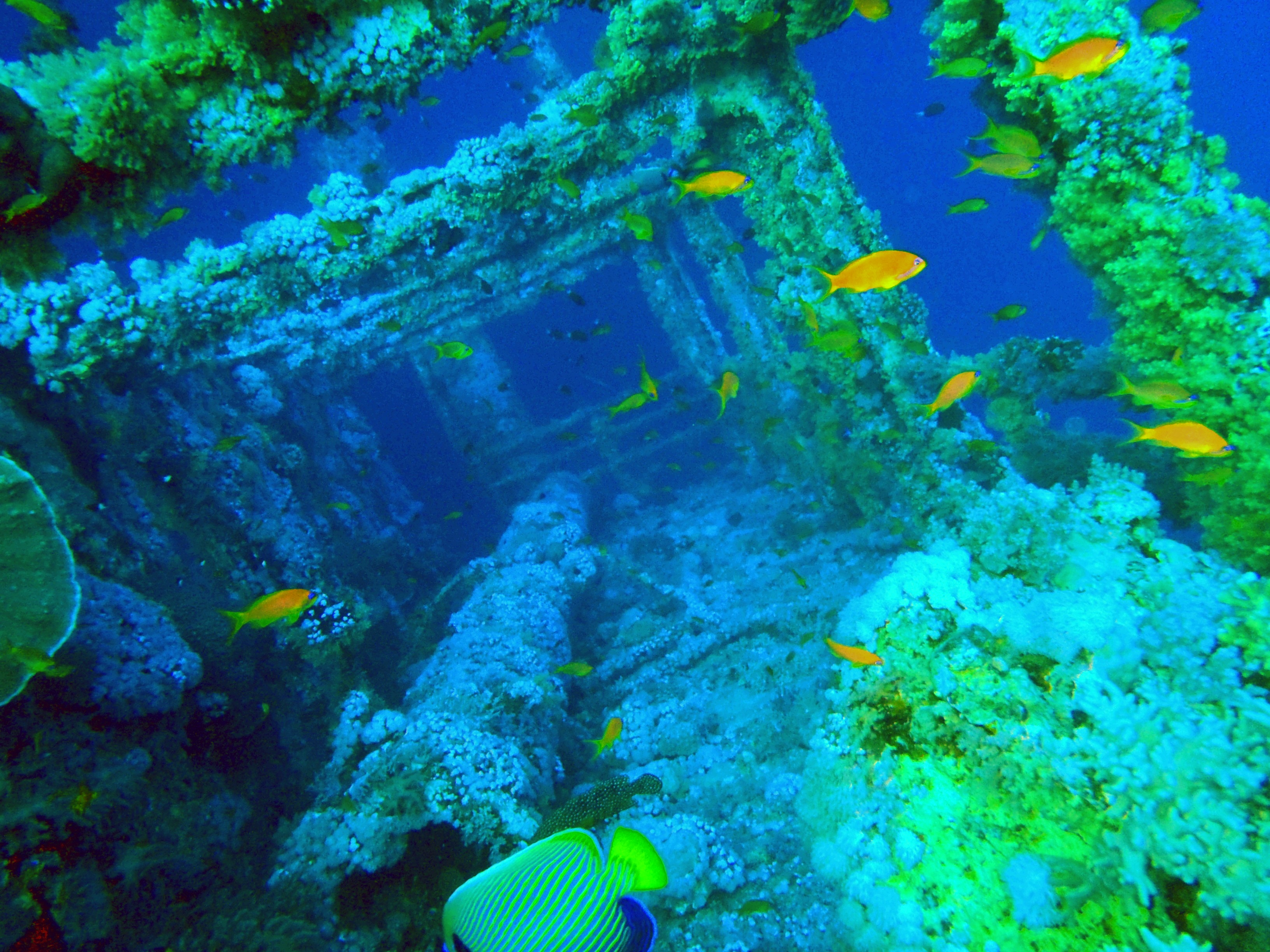
Aufbauten am Wrack der Numidia auf etwa 40 Meter Tiefe.

Die 1900 erbaute britische S.S. Numidia lief am 20. Juli 1901 an der Nordspitze von Big Brother aufs Riff auf und sank wenige Wochen später. Das Dampffrachtschiff war 137,4 Meter lang, 16,7 Meter breit und hatte bei einem Tiefgang von 9,2 Metern 6399 Bruttoregistertonnen. Es befand sich auf dem Weg von Liverpool nach Kalkutta. Die gesamte Ladung, u. a. Eisenbahnbaumaterialien, wurde vor dem Untergang geborgen.
Das Wrack (Lage) liegt auf einer Tiefe zwischen 8 und 85 Metern aufrecht am abfallenden Riff. Die Holzaufbauten sind längst verrottet, während die Metallteile die Zeit überdauert haben und mit Weich- und Hartkorallen bewachsen sind. Laderäume und Galerien sind offen und betauchbar. Ab etwa 40 Meter beginnt der Heckteil; zwischen 70 und 80 Meter Tiefe befindet sich die Schiffsschraube (und somit im Bereich für technische Taucher).
Neben dem Korallenbewuchs ist das Wrack für zahlreiche Großfische bekannt. Hohe Wellen und starke Strömungen machen das Tauchen hier oft schwierig bis unmöglich.

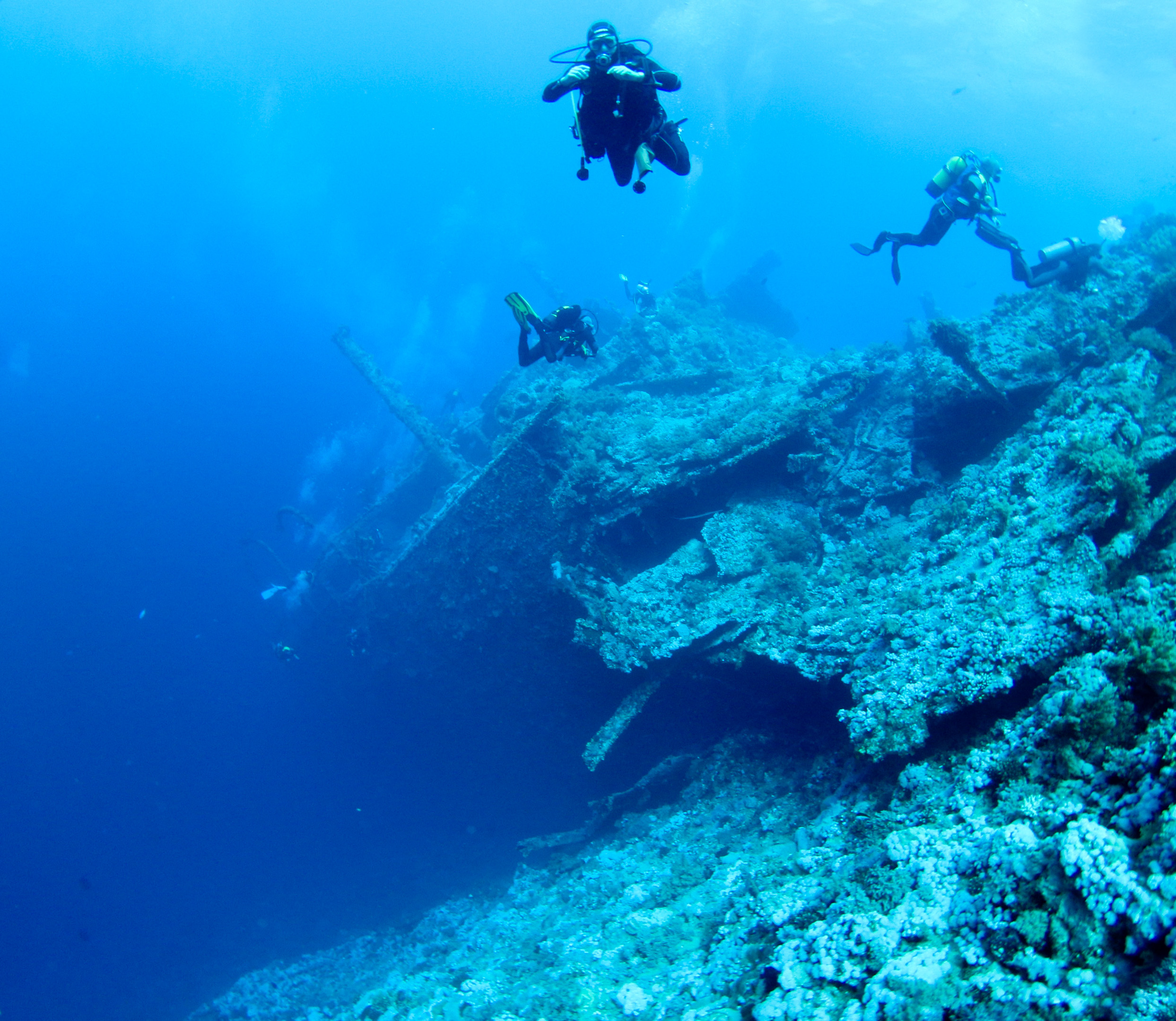
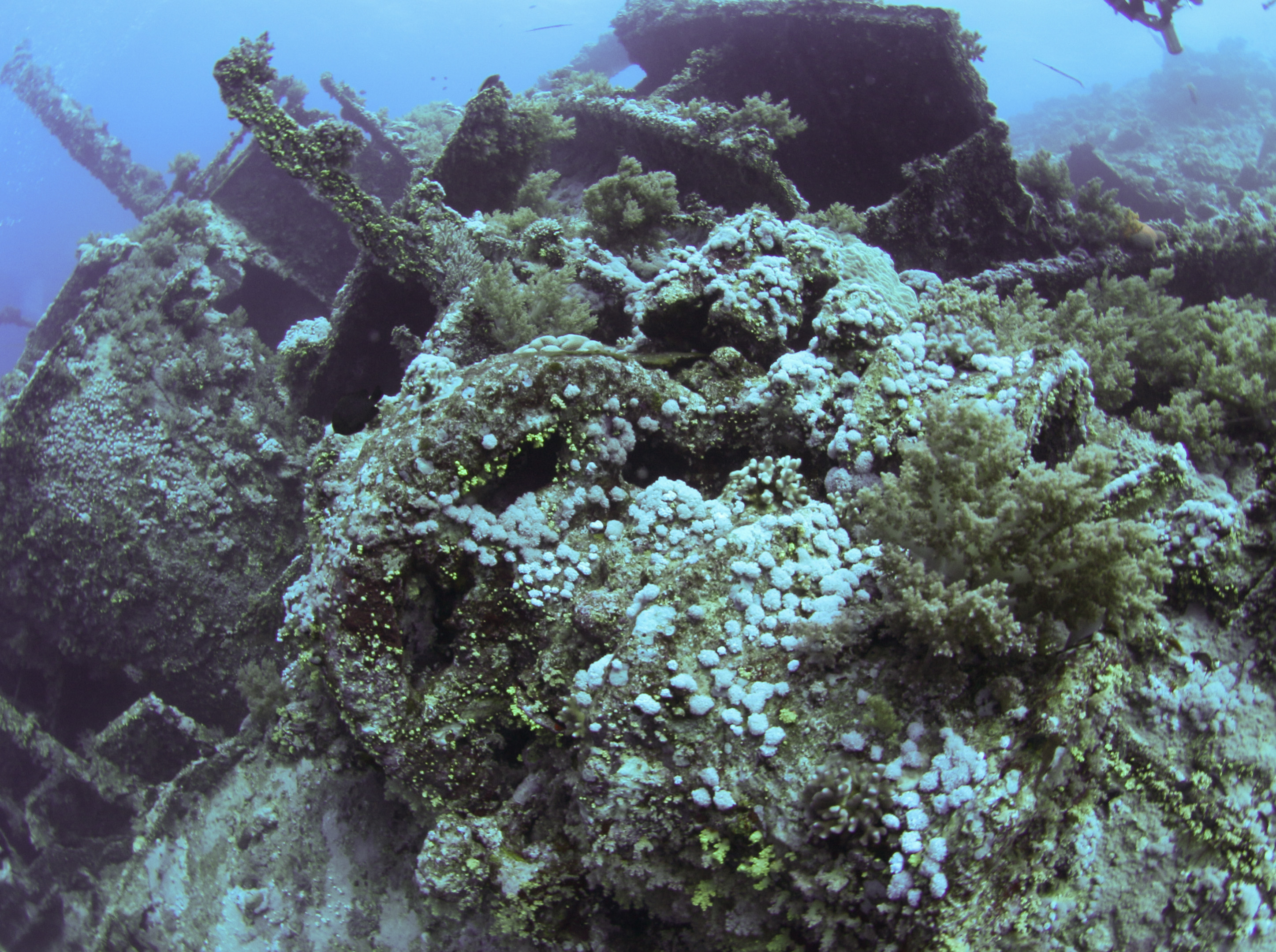
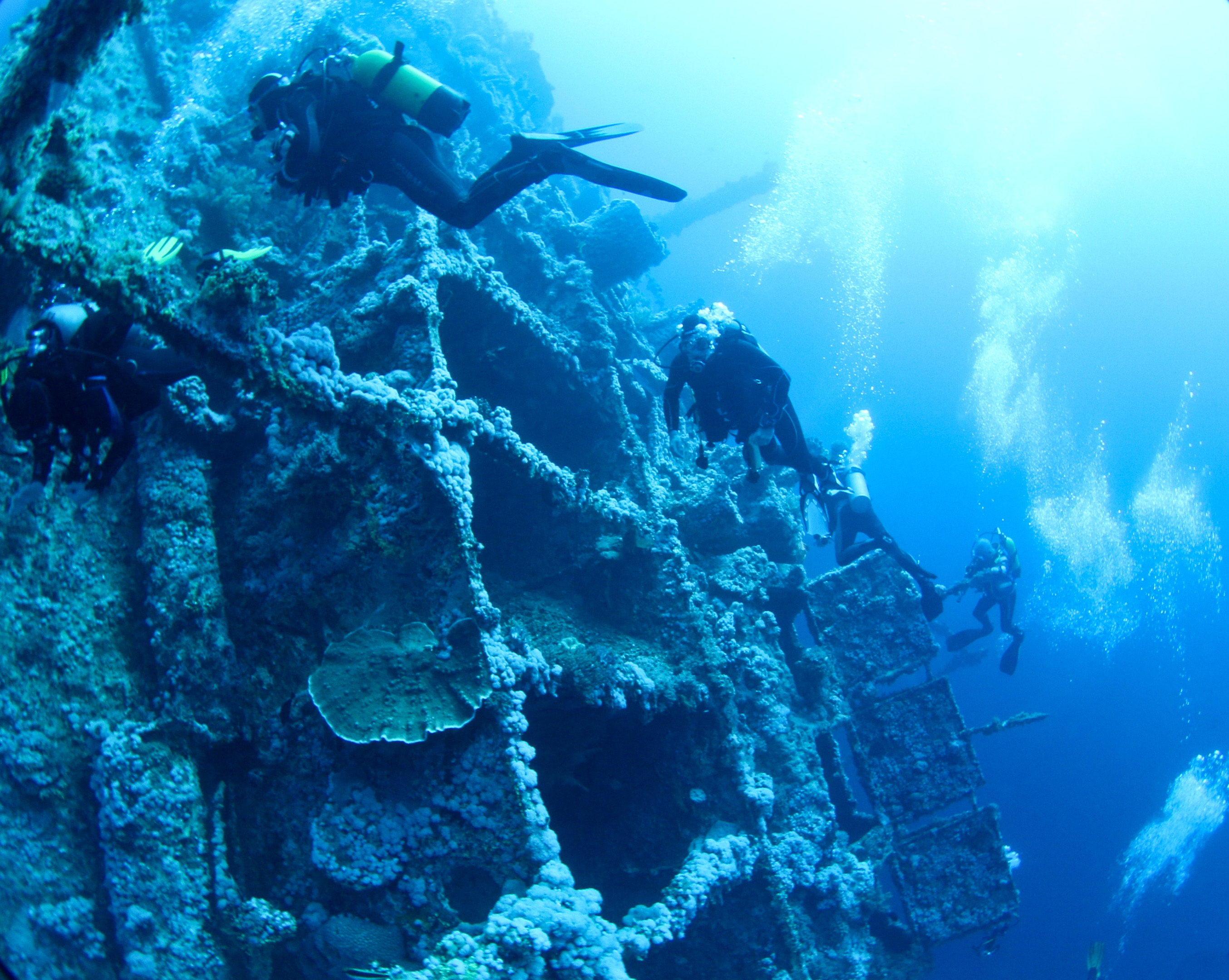
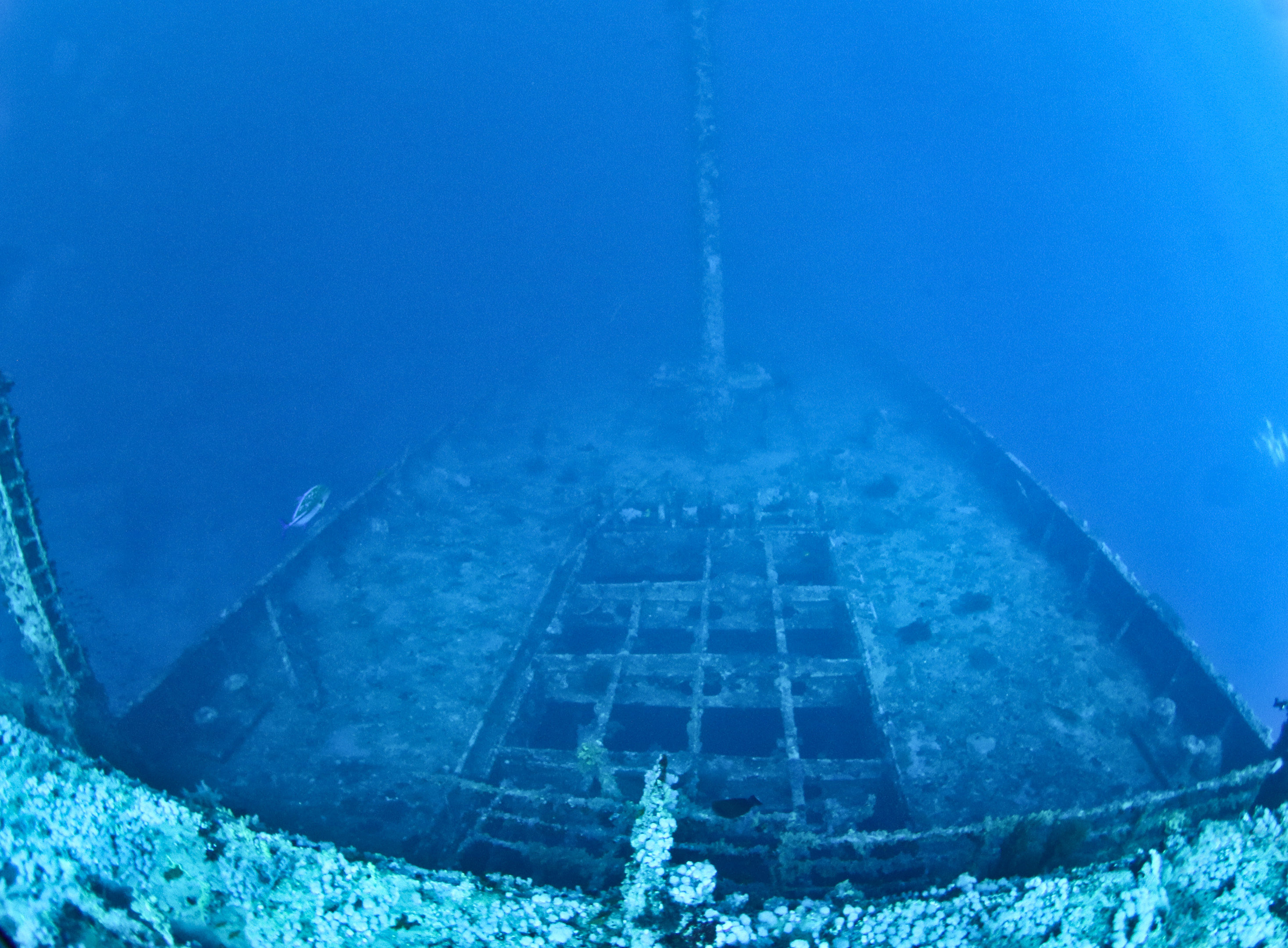

### Aida
Das 1911 erbaute französische Versorgungsschiff S.S. Aida schlug am 15. September 1957 bei einem Anlegeversuch an den Bootssteg ans Riff vor Big Brother und sank rasch. Die Aida sollte die auf den Brothers stationierten ägyptischen Soldaten an Bord nehmen und deren Ablösung absetzen, als sie bei schwerer See gegen das Riff gedrückt wurde und leckschlug. Das Personal an Bord musste das Schiff verlassen; ein herbeigerufener Schlepper nahm 77 Personen an Bord und brachte sie ans Ufer. Die Aida trieb noch kurze Zeit an der Wasseroberfläche Richtung Nordosten, bevor sie in steilem Winkel zum Riff sank. Das Dampfschiff war 75,1 Meter lang, 9,7 Meter breit und hatte 7 Meter Tiefgang bei 1428 Bruttoregistertonnen.
Das etwa 100 Meter südlich des Wracks der Numidia gelegene Wrack der Aida (Lage) liegt aufrecht an der abfallenden Riffkante auf einer Tiefe von 25 bis 60 Metern. Die Schiffsschraube befindet sich in 56 bis 58 Metern Tiefe, der Bug fehlt aufgrund der Kollision mit dem Riff. Die Decksbeplankung und Holzinnenausbauten sind verrottet, die Kabinen sind betauchbar. Aufgrund der üblicherweise starken Strömung außerhalb des Wracks empfiehlt sich dieses Tauchziel ausschließlich für erfahrene Taucher.

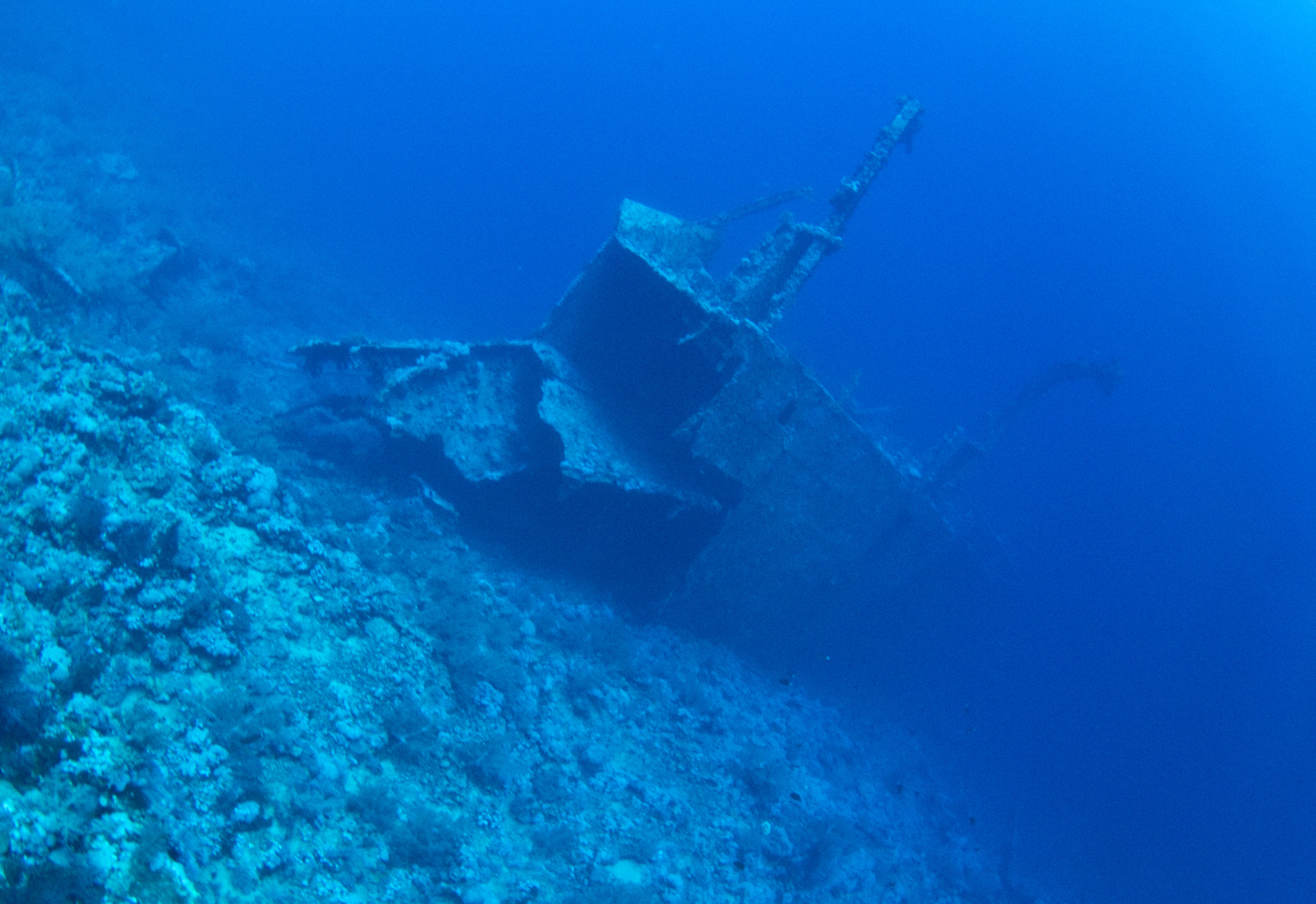
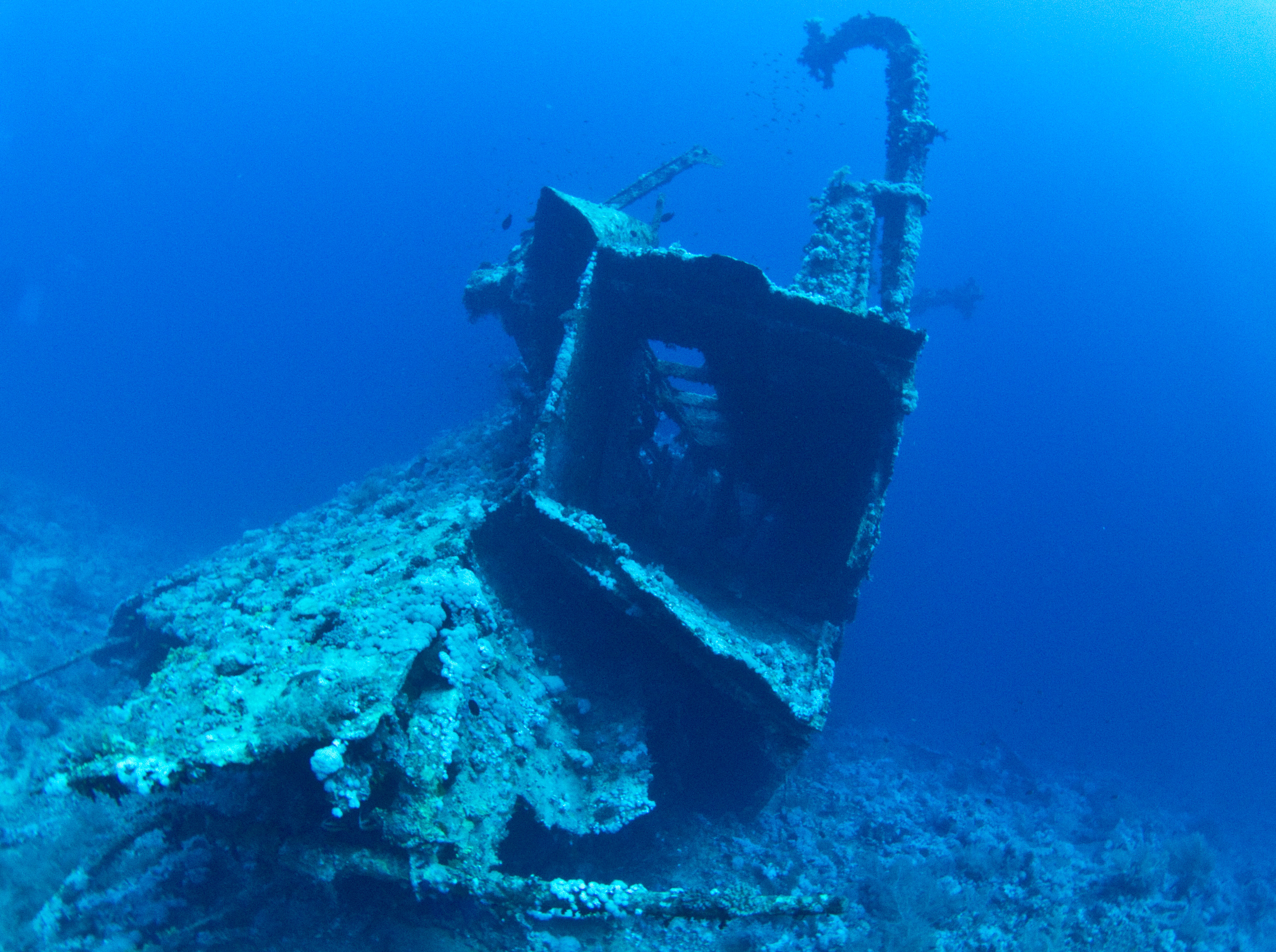
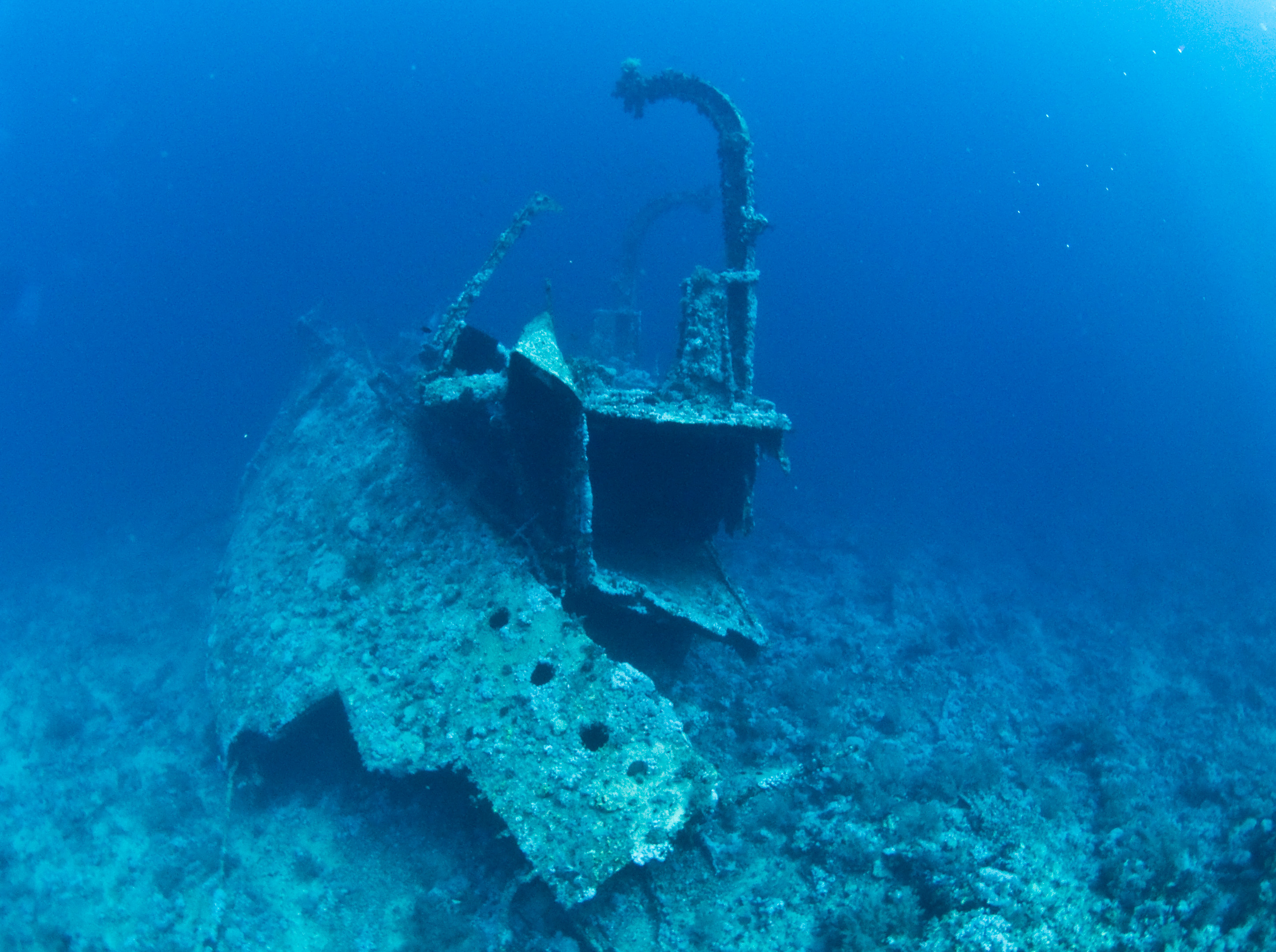

## Rezeption
Focus Online zählt das Tauchgebiet Brother Islands zu den 10 besten Tauchgebieten der Welt, jedoch auch zu den 10 gefährlichsten Tauchspots der Welt. So berichtete das Onlinemagazin u. a. über eine Gruppe von vier an den Brothers abgetriebenen Tauchern, die erst Tage später an die rund 100 Kilometer entfernte Festlandküste gelangten, und verwies darauf, dass Taucher „nicht selten“ erst mehrere Hundert Meter entfernt vom geplanten Auftauchort an die Oberfläche kommen.
2012 belegte der Tauchplatz Big Brother Platz 9 im Ranking der 50 besten Tauchplätze der Welt von CNN.
Spiegel Online bezeichnet das Tauchgebiet Brother Islands als einen der fünf besten Spots, um mit Haien zu tauchen, und als besten Platz, um Weißspitzen-Hochseehaien sowie Fuchshaien zu begegnen.
Laut der Website 100-beste-tauchreviere.de, betrieben vom Unterwasserfotografen Paul Munzinger, zählen die Brother Islands „zu den schönsten Spots im gesamten Roten Meer“ und werden mit Bestnoten in den Bereichen Großfische, Fische, Korallen, Wracks sowie Steilwände bewertet. Es werden Sichtweiten von 20 bis 45 Meter unter Wasser, Wassertemperaturen zwischen 20 und 30 °C sowie Mai bis September als beste Reisezeit benannt.
Nach einigen Vorfällen mit Weißspitzen-Hochseehaien wurde das Tauchgebiet vom Dezember 2018 bis zum März 2019 für das Sporttauchen gesperrt, um das Verhalten der Spezies und die Umwelteinflüsse auf die beliebten Riffe zu erforschen.